# Garret Hobart

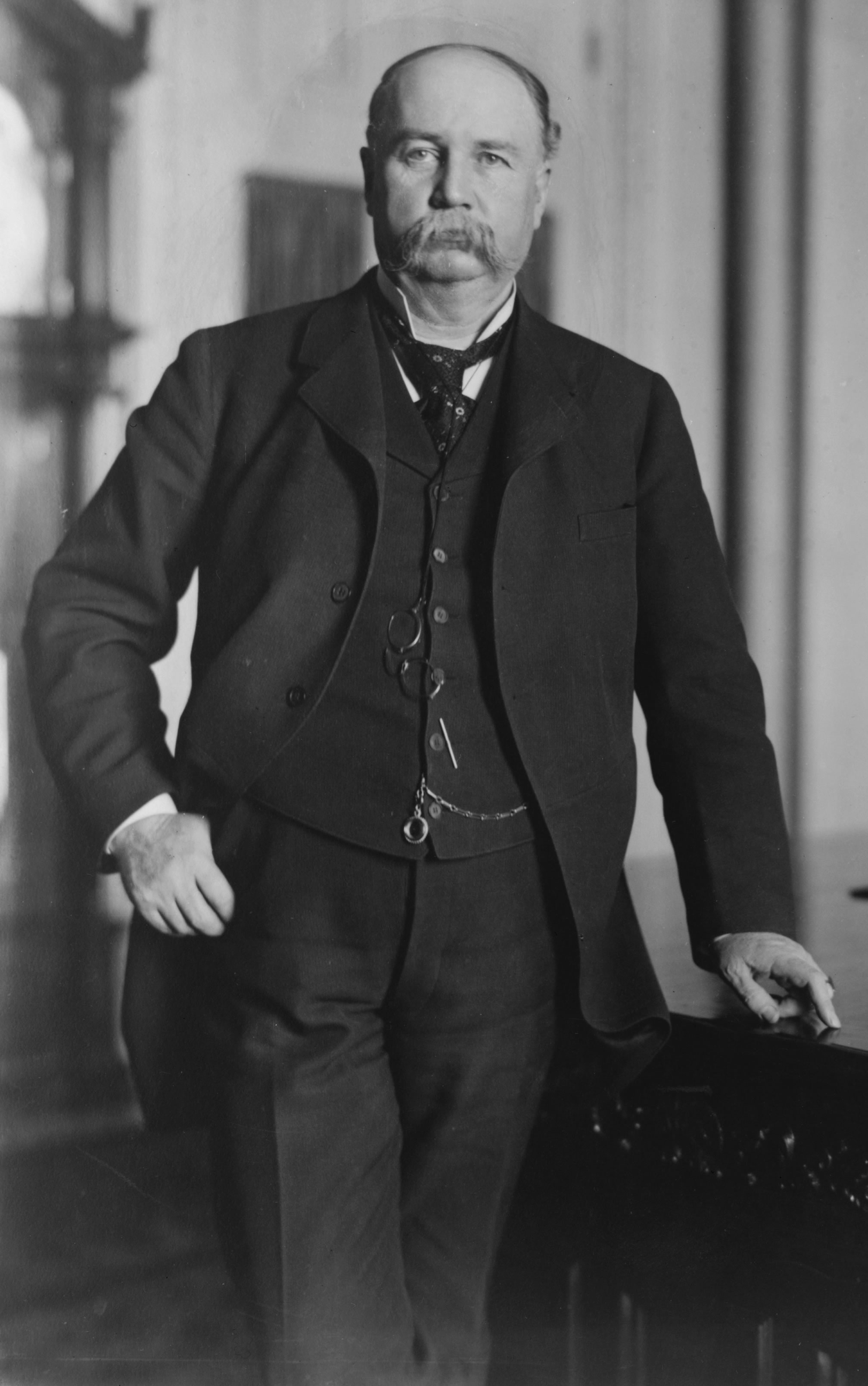
Garret Hobart

Garret Augustus Hobart (* 3. Juni 1844 in Long Branch, New Jersey; † 21. November 1899 in Paterson, New Jersey) war ein US-amerikanischer Politiker und von 1897 bis zu seinem Tod der 24. Vizepräsident der Vereinigten Staaten. 

## Lebenslauf
Garret Hobart wurde 1844 in Long Branch als Sohn von Addison und Sophia Hobart geboren und wuchs im Marlboro Township, New Jersey auf. Er besuchte die Rutgers University und absolvierte 1863 sein Examen als Rechtsanwalt. Zudem war er Mitglied der Studentenverbindung Delta Phi.
1871 saß Hobart im Stadtrat von Paterson. Von 1872 bis 1876 war er Abgeordneter in der New Jersey General Assembly, von 1874 an fungierte er als der Speaker der Parlamentskammer. Von 1876 bis 1882 gehörte er dem Senat von New Jersey an, ab 1881 war er dessen Vorsitzender. Im Jahr 1883 kandidierte er für den US-Senat, unterlag aber dem Demokraten John R. McPherson.
In den Vorwahlen der Republikanischen Partei von 1896 wurde er als Running Mate von William McKinley Kandidat für das Amt des Vizepräsidenten nominiert und wurde nach ihrem Wahlsieg Vizepräsident. Dieses Amt trat er am 4. März 1897 an. Während seiner Amtszeit übernahm seine Frau Jennie Tuttle Hobart oft die Aufgaben der First Lady, weil die Ehefrau des Präsidenten, Ida McKinley, an epileptischen Anfällen litt.

## Tod
Hobart diente bis zu seinem plötzlichen Tod am 21. November 1899 in diesem Amt. Er starb an einer Herzinsuffizienz und wurde auf dem Cedar Lawn Cemetery in Paterson beigesetzt. Nach seinem Tod blieb der Posten unbesetzt; erst nach der folgenden Präsidentschaftswahl im Jahr 1900 wurde mit Theodore Roosevelt ein neuer Vizepräsident ernannt.